# Islam in Africa
L'Islam in Africa, fin dal suo apparire come religione, ha conquistato un gran numero di proseliti, e dalle statistiche continua ancor oggi ad essere tra le religioni più professate nel continente.

## Integrazione
Il Maghreb fu prevalentemente islamizzato, mentre in altre zone dell'Africa esso ha coabitato non sempre pacificamente con sistemi di culto locali. Mentre l'islamismo ortodosso della tradizione e del Corano viene praticato prevalentemente nei grandi centri di insegnamento religioso, nell'Africa a sud del Sahara esso si è mescolato ad elementi delle religioni naturistiche.
Eppure l'Islam, con il suo rigoroso monoteismo, può apparire il polo opposto alle religioni animistiche di natura largamente politeista. Esso però appare agli africani come una religione assai meno estranea, in quanto propagatasi nel continente già dal VII secolo ed in grado di convertire anche i cristiani ed i pagani sui territori conquistati. A tale conversione non contribuì il principio del "fuoco e spada" anche perché coloro che pagavano le tasse erano i non musulmani, quindi non v'era nessun interesse a fare nuovi proseliti.
Gli elementi che attirarono ed ancor oggi attirano gli africani verso l'Islam più che verso il Cristianesimo sono innanzitutto di natura teologica: la dottrina islamica è semplice e fondata su un duplice assioma "testimonio che non vi è altro Dio all'infuori di Allah e che Maometto è il suo profeta", che è quanto basta per diventare musulmano. Non è inoltre richiesta una conversione o una rinuncia interiore alle precedenti convinzioni religiose, o un atto liturgico come il battesimo. Sono sufficienti il cambiamento del nome e la recita della professione di fede (shahada) di fronte a testimoni.
L'Islam peraltro riesce a "salvare" il suo monoteismo sottomettendo tutte le credenze animistiche al volere ed all'attività di Allah, fatte salve le cinque colonne dell'Islam (fede, preghiera, elemosine, digiuno e pellegrinaggi), chi proviene dalle religioni animistiche può continuare ad osservare le proprie originarie usanze.
La pratica di tutti i doveri religiosi e l'approfondimento delle dottrine vengono in un secondo tempo. Non c'è in questo modo una rottura eclatante nel passaggio da una professione di fede tradizionale all'Islam, bensì una progressiva integrazione nella comunità musulmana.
Vi sono infine elementi sociali non indifferenti, fra cui la poligamia che per le popolazioni africane è spesso la norma e soprattutto una necessità economica, ma che contrasta inconciliabilmente con la dottrina cristiana. Altri elementi sono il saldo legame di fratellanza legato ad un profondo sentimento comunitario, e l'indifferenza verso i problemi razziali, per cui vengono di norma tollerati matrimoni misti senza discriminazione. Si aggiunga infine che il cristianesimo, come sottolinea Ernst Dammann, è solitamente portato da "bianchi", mentre il musulmano è in genere anch'esso africano o asiatico.
Se negli anni 1960 erano di importanza secondaria gli elementi politici, oggi tali aspetti vanno assumendo importanza sempre maggiore, non sempre però si annette valore alla religione di per sé, ma la si considera un mezzo efficace per omogeneizzare organismi statali di recente creazione, non di rado formati da molte diverse etnie, spesso a causa di precedenti errori del colonialismo.

## Storia dell'Islam in Africa
A rafforzare e diffondere la religione musulmana contribuirono in grande misura le confraternite sorte nel XII secolo con l'intento di diffondere ma anche di difendere le pratiche sufi. Diversi feki musulmani si stabilirono in paesi di religione pagana assieme a loro fedeli, riunendo con il tempo una comunità religiosa, oltre a loro anche gli sceicchi esercitarono grande influsso irradiatosi anche alla politica, quali capi di confraternite.
Queste ultime risentirono comunque del ristagno che nel XVII e XVIII secolo colpì l'Islam. In seguito al movimento wahabita dei primi anni del XIX secolo ed alla creazione di nuove confraternite, tra cui la qadiriyya, le comunità già esistenti si destarono e con una attiva propaganda fecero nuove schiere di proseliti. L'Islam raggiunse infatti il massimo della sua espansione nel periodo del colonialismo, quando venne abolita la tratta degli schiavi che era motivo di inimicizia tra gli arabi (da cui provenivano la quasi totalità dei mercanti di schiavi) e gli africani.

## Africa sub-sahariana
La penetrazione dell'Islam nell'Africa sub-sahariana è stata lunga e paziente e la conversione massiccia degli africani alla religione musulmana è stata spesso preceduta da periodi di coabitazione con i culti locali generando sintesi inedite e originali. Nel processo di arabizzazione, l'accento è largamente posto sull'importanza di appartenere ad una comunità di fedeli. L'islamizzazione ha così rafforzato e riunito in un sistema coerente espressioni cultuali diverse tanto che l'inculturazione del messaggio religioso, in molti casi, ha preceduto l'islamizzazione ufficiale propriamente detta. La lunga coabitazione della religione islamica con i sistemi di culto locali ha sortito anche un altro effetto sul piano culturale, ossia un arricchimento dal punto di vista linguistico. Gran parte delle lingue africane è estremamente concreta, senza concetti particolarmente astratti; con l'Islam, invece, l'arabo ha colmato questa “lacuna” introducendo una terminologia astratta e religiosa che andò ad adattarsi al genio delle lingue locali.
Diversamente dal Cristianesimo, l'Islam non è percepito in Africa come un culto estraneo importato, infatti è penetrato all'interno del continente attraverso le vie del commercio e non tramite un'occupazione straniera armata, e si è espresso molto presto attraverso sacerdoti locali. Nonostante ciò, anche l'Islam incontra forti resistenze fra popolazioni ben salde alle proprie antiche tradizioni, tra cui il culto degli antenati e delle forze della natura. La dialettica, sempre fortemente presente, fra la necessità di sentirsi partecipi di un contesto universale e il riconoscimento di un'identità nazionale, asseconda il sorgere di confraternite a carattere locale, che seguono gli insegnamenti di un maestro.

## Principali aree di diffusione
L'islam ha sviluppato un suo profilo originale e “personalizzato” inserito in diverse componenti locali:
- L'area egiziana, dove si è sviluppata da tempo una cultura arabo-islamica, modello per tanti paesi, benché la permanenza cristiana sotto la forma copta sia molto presente.
- L'area maghrebina, dove la faticosa sintesi arabo-berbera e il decisivo incontro-scontro coloniale con i francesi hanno gettato le basi per un Islam arabo occidentalizzato aperto e conservatore allo stesso tempo, con una tendenza all'intransigenza e una permanenza delle solidarietà religiose in forme classiche di confraternite o in forma moderna di associazioni.
- L'area nilotica, dove la ricerca di una fusione tra cultura araba e cultura africana continua a generare sussulti religiosi e politici.
- L'area dell'Africa occidentale, dove l'influenza dell'Islam maghrebino e la grande varietà delle culture locali hanno generato forme diversificate di Islam regionale o "Islam di confraternite" (i muridi del Senegal, gli homalli del Mali) e le ultime indipendenze hanno permesso loro l'occasione di un'affermazione culturale nazionale e moderna.
- L'area nord-centrale (dal Ciad al Nord della Nigeria e del Camerun) dove l'Islam arabo-egiziano e quello maghrebino hanno sviluppato sultanati ed emirati importanti con stati di tendenza teocratica.
- L'area etiopico-somala, in cui si sente la vicinanza alla cultura araba-yemenita.
- L'area "swahili", ossia l'intera parte orientale del continente africano e, soprattutto il Kenya, l'Uganda e la Tanzania. Qui l'Islam si è presentato in una più grande diversità di gruppi etnici (africani, arabi, indo-pakistani) e di scuole canoniche. Il suo incontro con la cultura bantu l'ha portata a una sintesi originale che si è, finora, raramente espressa.

Questi sette "volti" dell'Africa musulmana, sintetizzati grossolanamente, non rappresentano delle forme religiose definitive. Le prime tre sono di civiltà arabo-islamica, le altre quattro di cultura africana e di religione musulmana. Se l'incontro storico tra l'Islam e queste società africane ha dato inizio a queste forme "regionali" e locali, la convivenza di domani svilupperà certamente "modalità nuove", equilibri aggiornati e sintesi impreviste nell'era della post-modernità.

## Pratiche e valori religiosi
Il musulmano africano è, nella maggior parte dei casi, un fedele praticante con un forte senso di appartenenza alla comunità islamica e un intenso sentimento di solidarietà religiosa. Il Corano viene spesso imparato a memoria in arabo e ovunque in Africa si prega in lingua araba seguendo una liturgia unitaria.
Ogni anno si festeggiano con svariate manifestazioni religiose la nascita del profeta Maometto, la fine del mese del Ramadan e il ritorno dei pellegrini dalla Mecca. Nonostante le diversità culturali, linguistiche e, talvolta, canoniche, le comunità musulmane africane si sentono profondamente unite tra loro.

## Atteggiamenti politici
Nell'Africa di oggi molti musulmani, specialmente nelle aree rurali, sono sunniti e, nello stesso tempo, sono fedeli al culto dei propri antenati. Esistono tuttavia molti riformisti musulmani che si interrogano sulla possibilità di successo dell'Islam nel mondo “post-moderno”. Secondo alcuni di essi la religione musulmana è conciliabile con il mondo di oggi, anche se diventa sempre più difficile la sua lotta per affermare e salvaguardare i valori e le verità che esso professa. Appaiono così molti movimenti musulmani che vanno diffondendo una reinterpretazione “razionale” dei fatti religiosi e profani, pronti a proporre un'esegesi nuova e originale del Corano.
Al contrario, di tendenza religiosa, come i Fratelli Musulmani, o liberale, come le Associazioni riformiste, altre correnti si adoperano per “purificare” l'Islam tradizionale da ogni sua innovazione storica e di conferire alla comunità moderna tutti gli aspetti della comunità islamica classica.
Minoranze attive, queste correnti appaiono a volte poco aperte alle esigenze della vita moderna e piuttosto fissate nel proprio ideale di islam “puro” e “autentico”.
Il musulmano modernista ha invece optato per i valori dell'umanesimo del mondo occidentale preservando tuttavia un senso etico islamico cercando di far coesistere, seppur difficilmente, valori dell'Islam e valori moderni. Questi musulmani, identificati di solito con uomini di cultura, cercano di orientare l'opinione pubblica e le istituzioni verso una società in cui sia possibile il pluralismo confessionale e una forma di personalismo democratico. Al centro dei loro sforzi c'è la volontà di promuovere l'uomo e salvarlo: la vita religiosa deve rappresentare un atto pienamente personale senza alcuna costrizione.
Questi musulmani rappresentano però solo una piccola parte delle comunità islamiche in Africa e sono sempre più contrastati da movimenti fondamentalisti alimentati da un forte nazionalismo volto a irrigidire l'Islam e ad enfatizzare la sua chiusura al mondo moderno.

## Le comunità islamiche oggi
La gran parte degli africani appartiene alla setta sunnita, fra gli indiani dell'Africa orientale è invece diffusa quella sciita, il cui ramo maggiormente conosciuto per la spinta modernista è la Shia ismailiyya che negli anni 1960 ottenne buoni risultati in campo sociale e dell'istruzione.
La setta eretica degli ahmadiyya riveste un ruolo notevole, pur avendo un basso numero di adepti, grazie alla proficua attività letteraria, quale la traduzione del Corano negli idiomi locali. Il loro triplice scopo si propone la riforma e purificazione dell'Islam, la sua modernizzazione, la vittoria sul Cristianesimo. L'abilità ahmadiyya nella traduzione e nel commento del Corano sta nella capacità di presentare il libro sacro in modo che non sia in contrasto con la vita moderna, e questo attira gli africani. Grazie a queste traduzioni il patrimonio intellettuale islamico si diffonde in vasti strati della popolazione altrimenti irraggiungibili dall'Islam ortodosso. La ahmadiyya ha infine accolto elementi cristiani quale la propaganda missionaria.
L'Islam occupa un posto preminente nel mondo africano, anche a sud del Sahara, anche per la sua capacità di creare un clima religioso tale da indurre facilmente la conversione. Inoltre tale religione non è solo un fenomeno religioso ma anche culturale, perché schiude le porte alla ricca cultura arabo-musulmana.
Inoltre, in un'epoca in cui i legami tra gli individui e le grandi famiglie sono sempre più allentati, l'Islam svolge una funzione sociale non indifferente, trovando il musulmano facilmente appoggio ed assistenza da parte dei suoi correligionari.
Infine va ricordato il ruolo politico di tale religione, anche se divergenti ottiche fanno sì che stati musulmani siano in contrasto tra loro, al di là di questo, in stati a forte presenza musulmana, solo a fatica si costituiscono organismi statali laici a carattere antireligioso.

## L'abbandono dell'Islam
Nel 2006 lo sceicco Ahmed Al Qahtani, intervistato dalla tv araba Al Jazeera ha citato alcuni numeri sull'Islam in Africa: ogni giorno ben 16 000 africani musulmani si convertono al Cristianesimo, cioè 6 milioni all'anno. È possibile che Ahmed Al Qataani abbia ingigantito le cifre per creare allarmismo, ma il numero in percentuale degli islamici nel continente nero sarebbe diminuito in modo consistente, almeno in percentuale, mentre è aumentato il numero dei cristiani.